# وینسنت بزکورت
وینسنت بزکورت (انگلیسی: Vincent Bezecourt؛ زادهٔ ۱۰ ژوئن ۱۹۹۳) بازیکن فوتبال اهل فرانسه است.